# Петров, Иван Матвеевич (писатель)
Иван Матвеевич Петров (1803, Иркутск (?) — между апрелем и ноябрём 1838, Харьков (?)) — российский поэт, прозаик, издатель.

## Карьера
- 1814—1818 — служил в Иркутске в уездном суде, затем в губернском правлении.
- 1818—1823 — служил в Томском губернском правлении.
- 1825—1826 — губернский секретарь, помощник комиссионера по развозу соли при Енисейской казённой палате, проживал в г. Красноярске.
- с 1827 — асессор в Енисейской казённой палате (с 1828 — титулярный советник).
- в 1832 — тяготясь службой в Сибири, перешёл в Харьковскую казённую палату на должность губернского казначея. 24 октября 1836 награждён орденом св. Владимира 4-й степени.
- в конце 1837 — директор училищ Бессарабской области.

## Творчество
Стихотворные опыты начал в 1823. В 1824 в «Новостях литературы» (№ 9—10) опубликованы его стихотворения: «Знакомый гений», «К красавице», «Бард», «Младенец и бабочка», «К фантазии» и «К листочку». В конце 1827 вышел «Енисейский альманах на 1828 г. Ивана Петрова» в котором в отделе прозы он поместил свою повесть «Память сердца» и пьеску «Юность», а в отделе поэзии — стихотворения: «К красавице, поднесшей приятное вино (подражание Арабскому)», «Картина из времен завоевания Сибири», «Ночь на Енисее», «Волшебная арфа», «Радуга», «Услад», (баллада), «Моя родина», «Дева», а также все стихотворения, ранее напечатанные в «Новостях литературы».
До переезда в Харьков помещал свои стихотворения в «Московском вестнике», «Галатее», «Телескопе», "Литературных прибавлениях к «Русскому Инвалиду».
В 1833 почти все опубликованные ранее стихи издал в сборнике «Стихотворения И. Петрова». В том же 1833 издал в Москве и Харькове альманах «Утренняя звезда. Собрание статей в стихах и прозе», в двух частях с видом Харькова и портретом Г. С. Сковороды.; в 1-й части помещены были произведения на русском языке О. М. Сомова, И. И. Срезневского, П. И. Иноземцева и самого издателя (стихотворения: «Могущество красоты», подражание арабскому; «Заветное кольцо, русская песня» и «Гадание тунгусов, северная сцена»), а во 2-й — пьесы на украинском языке Гρ. Ф. Квитки, И. И. Срезневского, Е. П. Гребёнки и И. П. Котляревского.
В Харькове сблизился с местными писателями — И. И. Срезневским, В. В. Пассеком. В 1837 издал в Харькове «Повести Пустынника Залопанского, изданные Иваном Петровым».
Одна повесть: «Золотой Самородок (Рассказ Сибиряка)», посвящённая Г. Ф. Квитке и подписанная «Пустынник Залопанский. Харьков», была помещена в «Телескопе» 1834 г., ч. XX, № 9, стр. 42—58).